# Grand Prix d'Isbergues 2010
 (mars 2022).
Si vous disposez d'ouvrages ou d'articles de référence ou si vous connaissez des sites web de qualité traitant du thème abordé ici, merci de compléter l'article en donnant les références utiles à sa vérifiabilité et en les liant à la section « Notes et références ».
La 64e édition du Grand Prix d'Isbergues a eu lieu le 19 septembre 2010. Il s'agit de la onzième et avant-dernière épreuve de la Coupe de France de cyclisme sur route 2010. L'épreuve, remportée par le coureur letton Aleksejs Saramotins, fait partie du calendrier de l'UCI Europe Tour 2010 en catégorie 1.1.

## Classement final
| \| Classement général \| Classement général \| Classement général \| Classement général \| Classement général \| \| Coureur \| Coureur \| Pays \| Équipe \| Temps \| \| ------------------ \| ------------------- \| ------------------ \| --------------------------- \| ------------------ \| \| 1er \| Aleksejs Saramotins \| Lettonie \| HTC-Columbia \| 4 h 48 min 13 s \| \| 2e \| Denis Galimzyanov \| Russie \| Katusha \| + 2 s \| \| 3e \| Romain Feillu \| France \| Vacansoleil \| + 2 s \| \| 4e \| Jonathan Hivert \| France \| Saur-Sojasun \| + 2 s \| \| 5e \| Kevyn Ista \| Belgique \| Cofidis, le Crédit en Ligne \| + 2 s \| \| 6e \| Marcel Sieberg \| Allemagne \| HTC-Columbia \| + 2 s \| \| 7e \| Bert De Backer \| Belgique \| Skil-Shimano \| + 2 s \| \| 8e \| Yoann Offredo \| France \| FDJ \| + 2 s \| \| 9e \| Sergueï Lagoutine \| Ouzbekistan \| Vacansoleil \| + 2 s \| \| 10e \| Robin Chaigneau \| Pays-Bas \| Skil-Shimano \| + 2 s \| |                     |             |                             |                 |
| |                     |             |                             |                 |
| |                     |             |                             |                 |
| Classement général |                     |             |                             |                 |
| Coureur | Coureur             | Pays        | Équipe                      | Temps           |
| 1er | Aleksejs Saramotins | Lettonie    | HTC-Columbia                | 4 h 48 min 13 s |
| 2e | Denis Galimzyanov   | Russie      | Katusha                     | + 2 s           |
| 3e | Romain Feillu       | France      | Vacansoleil                 | + 2 s           |
| 4e | Jonathan Hivert     | France      | Saur-Sojasun                | + 2 s           |
| 5e | Kevyn Ista          | Belgique    | Cofidis, le Crédit en Ligne | + 2 s           |
| 6e | Marcel Sieberg      | Allemagne   | HTC-Columbia                | + 2 s           |
| 7e | Bert De Backer      | Belgique    | Skil-Shimano                | + 2 s           |
| 8e | Yoann Offredo       | France      | FDJ                         | + 2 s           |
| 9e | Sergueï Lagoutine   | Ouzbekistan | Vacansoleil                 | + 2 s           |
| 10e | Robin Chaigneau     | Pays-Bas    | Skil-Shimano                | + 2 s           |